# Musulmà

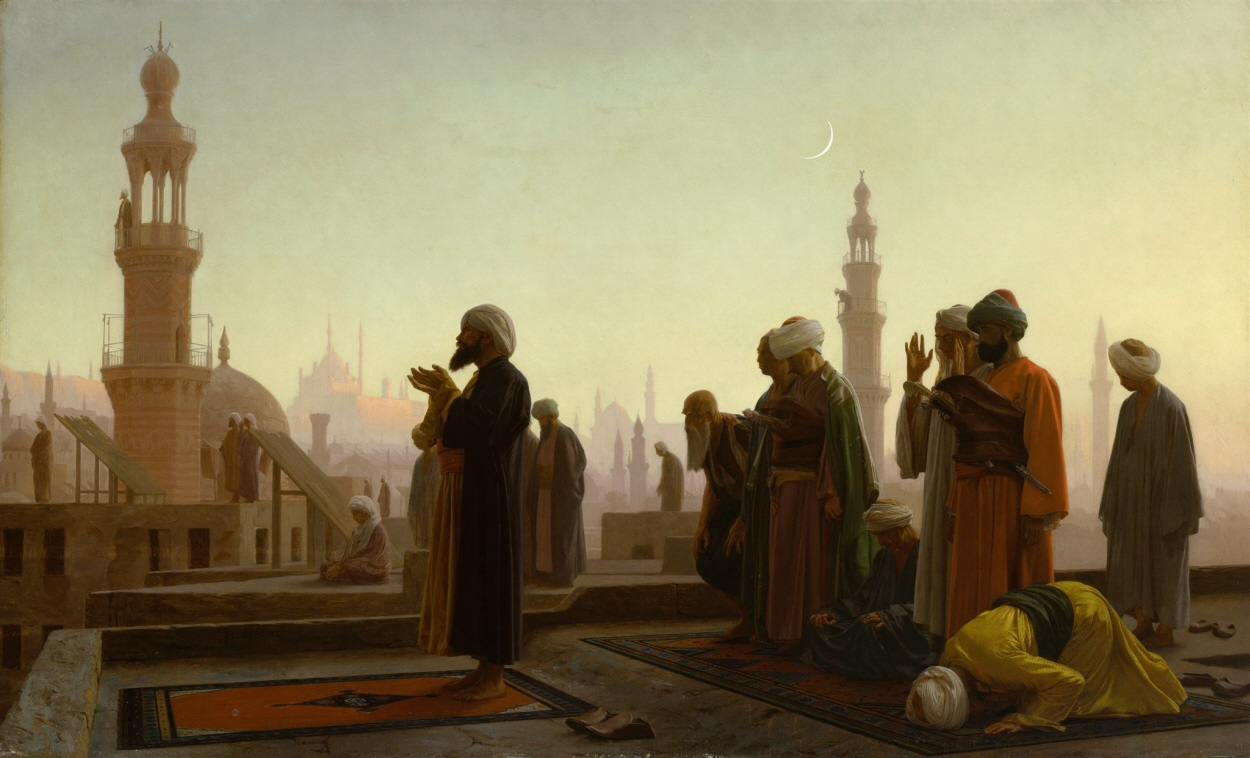
Pregària al Caire, obra de Jean-Léon Gérôme (1865)

Població musulmana mundial per percentatge (Pew Research Center, 2009).

Un musulmà és qui professa l'islam, una religió abrahàmica monoteista basada en l'Alcorà, que els musulmans consideren la paraula literal de Déu revelada al profeta Mahoma, i, amb menor autoritat que l'Alcorà, els ensenyaments i pràctiques atribuïts tradicionalment a Mahoma. «Musulmà» (àrab: مسلم, muslim) és una paraula àrab que significa ‘el que se sotmet a Déu’.
Els musulmans creuen que no hi ha més que un Déu únic i veritable que es coneix amb el nom d'Al·là. Aquest Déu és etern, transcendent, absolutament un (la doctrina del tawhid, o el monoteisme estricte o simple), i incomparable, i és autosuficient, que no engendra ni va ser engendrat. Les creences musulmanes respecte a Déu es resumeixen en el capítol 112 de l'Alcorà, conegut com a al-Ikhlas o «el capítol de la puresa». Els musulmans també creuen que l'islam és la versió completa i universal d'una fe primordial que es va revelar en molts moments i llocs abans, incloent els profetes Abraham, Moisès i Jesús. Els musulmans sostenen que els missatges anteriors i les revelacions van ser parcialment distorsionades o corrompudes amb el pas del temps, però consideren l'Alcorà com a inalterat i la revelació última de Déu.
La majoria dels musulmans accepten com a musulmà aquell qui hagi pronunciat públicament la xahada (professió de fe) que diu: «No hi ha cap divinitat tret de Déu i Muhàmmad és el profeta de Déu». També creuen que Mahoma és el «Segell dels Profetes» i l'últim profeta. Les seves pràctiques religioses bàsiques s'enumeren en els cinc pilars de l'islam, que, a més de la xahada, consisteixen en oracions diàries (salat), l'almoina (zakat), el dejuni durant el Ramadà (sawm), i el pelegrinatge a la Meca (hajj) almenys un cop a la vida.
La majoria dels musulmans són sunnites, representant entre un 75 i 90% de tots els musulmans. El segon corrent més gran, el xiisme, representa entre un 10 i 20% dels musulmans. El país amb més musulmans és Indonèsia, on hi viu el 12,7% del món, seguit per Pakistan (11,0%), Bangladesh (9,2%) i Egipte (4,9%). També es troben minories importants a l'Índia, Xina, Rússia, Etiòpia, Amèrica, Austràlia i a parts d'Europa. Amb prop d'1,8 mil milions de seguidors, el 26% de la població mundial, l'islam és la segona religió més gran i una de les que creix més ràpidament del món.

## Qualificador
Per esdevenir musulmà i convertir-se a l'islam, és essencial pronunciar la Xahada, un dels Cinc Pilars de l'Islam, una declaració de fe i confiança en la professió que només hi ha un Déu (Al·là) i que Mahoma és el missatger de Déu. És una declaració conjunta que normalment es recita en àrab: axhadu ʾan-lā ʾilāha ʾillā-Llāhu wa ʾaxhadu ʾanna muḥammadan rasūlu-Llāh (أشهد أن لا إله إلا الله وأشهد أن محمداً رسول الله): «Dono testimoni que no hi ha cap déu [digne de culte] excepte Al·là, i Mahoma és el missatger d'Al·là».
En l'islam sunnita, la xahada té dues parts: la ilaha illa'llah (‘no hi ha cap déu més que Al·là’) i Muhammadun rasul Allah (‘Mahoma és el missatger de Déu’), que de vegades es coneixen com la primera xahada i la segona xahada. La primera declaració de la xahada també es coneix com a tahlīl.
A l'islam xiïta, la xahada també té una tercera part, una frase que fa referència a Alí, el primer imam xiïta i el quart califa ortodox de l'islam sunnita: وعليٌ وليُّ الله (wa ʿalīyyun walīyyu-Llāh), que es tradueix com ‘Alí és el valí de Déu’.
Les pràctiques religioses dels musulmans s'enumeren als cinc pilars de l'Islam: la declaració de fe (xahada), les oracions diàries (salat), l'almoina (zakat), el dejuni durant el mes de Ramadà (sawm) i el pelegrinatge a la Meca (hajj) almenys un cop a la vida. 

## En la teologia islàmica
L'Alcorà descriu molts profetes i missatgers del judaisme i el cristianisme, i els seus respectius seguidors, com a musulmans. Alguns dels que s'esmenten són: Adam, Noè, Abraham, Ismael, Jacob, Moisès i Jesús i els seus apòstols es consideren musulmans a l'Alcorà. L'Alcorà afirma que aquests homes eren musulmans perquè es van sotmetre a Déu, van predicar el seu missatge i van defensar els seus valors, que incloïen la pregària, la caritat, el dejuni i el pelegrinatge. Així, a la Sura 3:52 de l'Alcorà, els deixebles de Jesús li diuen: "Nosaltres creiem en Déu; i tu sigues el nostre testimoni que som musulmans (wa-shahad be anna muslimūn)". En la creença islàmica, abans de l'Alcorà, Déu havia donat el Tawrat (Torà) a Moisès, el Zabur (Salms) a David i l' Injil (Evangeli) a Jesús, tots considerats importants profetes musulmans.